# Opel 9PS
La 9PS era una piccola famiglia di vetture di fascia medio-bassa prodotte dal 1902 al 1907 dalla Casa automobilistica tedesca Opel.

## Storia e profilo
Alla fine del 1901, la Opel, in attività solo da un paio di anni, aveva già collezionato il fiasco clamoroso della Opel Patent-Motorwagen, rivelatasi assai inaffidabile e soggetta a guasti frequenti.

Ciò causò la separazione tra la Opel stessa e il progettista della vettura, Friedrich Lutzmann.

La Casa di Rüsselsheim cercò quindi un nuovo partner per la produzione di vetture, e lo trovò nella francese Darracq, il cui titolare, Alexandre Darracq, quale fu ben lieto di vendere la licenza alla Casa tedesca, perché permetteva di esportare oltreconfine il nome della sua azienda.

Acquisiti i progetti della Darracq e le relative licenze, la Opel si rimise al lavoro di buona lena per realizzare una vettura che andasse a sostituire lo sfortunato primo modello della Casa.

### La 9PS
Nel 1902, la nuova vettura era già pronta: fu così lanciata la 9PS, ossia la prima di una serie di vetture realizzate grazie alla Darracq. La 9PS era una vettura di fascia medio-bassa, in ogni caso, secondo i canoni di fascia medio-bassa dell'epoca. Era infatti pur sempre une vettura per gente molto benestante, come tutte le vetture dei primissimi anni del Novecento.

La 9PS era decisamente più moderna nella meccanica rispetto al modello che l'ha preceduta, ed era anche più potente. La sua unità motrice era costituita da un monocilindrico da 1281 cm³ in grado di erogare una potenza massima di 9 CV a 1400 giri/min.

La trasmissione era a giunto cardanico, la trazione era posteriore e il cambio era a tre marce.

Le sospensioni erano ad assale rigido con molle a balestra semiellittica. L'impianto frenante era costituito da un freno di stazionamento che agiva sul retrotreno e da un freno a pedale che agiva sulla trasmissione.

La velocità massima della 9PS era di 45 km/h e consumava circa 12 litri di carburante per 100 km.

Disponibile come tonneau, ma anche come double phaeton e coupé, fu prodotta fino alla fine del 1903.

### La 8/9 PS
La 9 PS fu sostituita alla fine del 1903 dalla 8/9PS, il secondo e ultimo modello della famiglia 9PS.

Anche tale modello nacque utilizzando le conoscenze della Darracq. Rispetto alla 9PS, montava un motore leggermente più grande, un monocilindrico da 1470 cm³ di cilindrata. Ferma restando la potenza massima di 9 CV, stavolta raggiunta a 1200 giri/min, la vettura ne beneficiava per quanto riguardava la coppia motrice.

La trasmissione, le sospensioni e l'impianto frenante erano gli stessi della 9PS, ma il telaio in sé era differente, e proponeva una struttura piatta, non più semplicemente composta da travi in acciaio, ma anche chiusa inferiormente da lamiere metalliche, in modo da avere un vero e proprio piano su cui fissare sia la carrozzeria che tutto il resto (sedili, comandi, ecc). Inoltre, lo stesso interasse era sensibilmente più ridotto. 

La velocità massima era compresa tra i 45 e i 50 km/h e in virtù delle migliori doti di erogazione della coppia motrice, il consumo diminuì notevolmente: la vettura arrivava a percorrere 16 km con un litro.

Anche la 8/9 PS fu proposta con le stesse carrozzerie della 9PS, e fu prodotta fino al 1907.